# Уфимское пехотное училище
Уфимское военное пехотное училище, Уфимское военно-пехотное училище — военное учебное заведение Красной армии (РККА) ВС Союза ССР, созданное в Уфе, Южно-Уральский военный округ (ЮжУрВО), в начале Великой Отечественной войны 1941—1945 годов.
Военное учебное заведение осуществляло подготовку командиров (командного, позже офицерского состава) стрелковых, пулемётных и миномётных взводов.

## История
Пехотное училище сформировано приказом Народного Комиссара Обороны Союза ССР № 1632, от 7 июля 1941 года, в городе Уфа Башкирской АССР в составе 4 батальонов численностью 2 000 человек. С июля 1942 года по август 1943 года в училище было 5 батальонов (три стрелковых, миномётный и пулемётный батальоны), с августа 1943 года по август 1944 года — 4 батальона (два стрелковых, пулеметный и минометный), с августа 1944 года и до конца войны — два стрелковых и один миномётный.
Для обеспечения выполнения программ боевой подготовки с первых дней существования училища действовала сводная рота. В составе этой роты имелись танковый взвод, кавалерийский взвод, взвод связи. Сводная рота имела самоходную установку, один танк "Иосиф Сталин", и два танка Т-34. На учебных занятиях использовались пушки и миномёты. При помощи партийных организаций и советских органов города и республики в короткие сроки были созданы все условия для успешной подготовки командных кадров для ВС Союза.
Начальником пехотного училища был назначен полковник Н. С. Никитченко, военным комиссаром — полковой комиссар Николай Михайлович Матвеев. 31 августа 1941 года на стадионе «Динамо» переменный личный состав Уфимского пехотного училища был приведен к военной присяге.
Курсанты училища размещались в казармах военного городка на улице Карла Маркса, дома № 55 (штаб), № 55а, № 55/1 и № 55/2, в зданиях бывших казарм внутренней стражи (центр города).
Изначально обучение проводилось по ускоренной программе: большая часть курсантов занимались по 4-х месячной программе, остальные — по 6-ти месячной. В ходе войны училище перешло на двухгодичный срок обучения, в училище стали приниматься выпускники суворовских училищ, в состав преподавателей зачислялись выпускники военных академий. Выпускникам училища присваивалось воинское звание «младший лейтенант» и «лейтенант».
Регулярно проводились занятия по строевой, физической и тактической подготовке курсантов. Курсантов учили забрасывать танки гранатами и бороться с парашютистами-десантниками. Будущих командиров обкатывали танками и обучали рукопашному бою. Проводились занятия по фехтованию, зимой — лыжная подготовка. Учебный процесс проводился с максимальным использованием стрелковых, тактических, инженерных сооружений, тиров, стрельбищ. Учебные полигоны размещались около населённых пунктов Алексеевка, Михайловка и Подымалово Уфимского района и Алкино Чишминского района БАССР. В зимнее время курсанты регулярно совершали лыжные переходы до Алкино и обратно. После завершения стрельб вечером курсанты ночевали в снегу на открытой местности и успевали прибыть в училище к завтраку. Летом совершали марш-броски и марши с полной или частичной экипировкой. Эти сложные переходы способствовали физической закалке личного состава, улучшали его выносливость, силу и волю.
Первый выпуск состоялся в январе 1942 года. Было выпущено 1 967 человек личного состава. В марте 1942 года на базе пехотного училища под командованием полковника Н. С. Никитченко, была сформирована 17-я запасная стрелковая бригада (с августа 1942 года — 4-я отдельная учебная стрелковая бригада) дислокация Алкино. 15 мая 1942 года часть преподавателей во главе с начальником училища и большая часть курсантов были направлены в состав действующей армии, на фронт, на оборону города Сталинград.
В марте — августе 1942 года при училище действовал филиал курсов «Выстрел», где подготовку проходили офицеры, становившиеся затем командирами рот и батальонов. 16 августа 1942 года филиал Высших стрелково-тактических курсов усовершенствования командного состава пехоты Красной Армии «Выстрел» выведен из состава пехотного училища, и стал самостоятельным учебным заведением с подчинением ЮжУрВО.
За выдающиеся заслуги по подготовке офицерских кадров для действующей армии группа офицеров училища Указом Президиума Верховного Совета СССР, от 22 февраля 1944 года, была награждена орденами и медалями. Всего — 12 человек. Среди них начальник училища генерал-майор М. С. Назаров и начальник политотдела училища подполковник Н. М. Матвеев.
В 1945 году училище посетил и проверил Маршал Советского Союза Семён Константинович Тимошенко. 20 июля 1946 года за достигнутые успехи в подготовке офицерских кадров для Красной Армии и в ознаменование 5-й годовщины его сформирования Уфимское училище награждено Почётной грамотой Президиума Верховного Совета Башкирской АССР.
В августе 1946 года Уфимское пехотное училище перешло на обучение по трёхгодичной программе с общим количеством курсантов 400 человек. Училище получило статус среднего военного учебного заведения. Среди предметов был введён цикл иностранных языков.
20 июня 1948 года во время учений на Алкинском полигоне произошло чрезвычайное происшествие (ЧП). В результате двойного заряжения миномёта погибли 5 курсантов, смертельно ранен начальник артиллерии училища полковник Анатолий Васильевич Жамов, тяжело ранен капитан И. Д. Радьков.
В период 1942—1956 годов училище произвело 20 выпусков. Всего выпущено более 7 000 человек, в том числе за время войны отправлено на фронт 4 783 командира (офицера).
Училище расформировано 1 сентября 1956 года.
В мае 1965 года на здании штаба училища (улица Карла Маркса, дом № 55) установлена мемориальная доска с надписью «В этом здании в годы Великой Отечественной войны находилось Уфимское Пехотное Военное училище Красной Армии».

## Начальники училища
- Никитченко, Николай Степанович (июль 1941 — 31 августа 1942), полковник;
- Корнеев, Тимофей Гаврилович (31 августа 1942 — 18 ноября 1942), генерал-майор;
- Назаров, Михаил Семёнович (1942—1956), полковник;
- Цыганов, Николай Дмитриевич (декабрь 1948), полковник (и. о. начальника).

## В училище служили
- Гайсина, Марфуга Нуриевна, начальник санитарной службы Уфимского военного пехотного училища (1941 год)

## Выпускники — Герои Советского Союза
- Безценный, Виктор Николаевич
- Ведерников, Николай Степанович
- Гришин, Иван Трифонович
- Ёлкин, Иван Сергеевич
- Жила, Фёдор Никитович
- Идрисов, Гилемхан Идрисович
- Наумов, Георгий Васильевич
- Нуркаев, Талип Латыпович
- Пикунов, Александр Степанович (обучение не закончил, убыл на фронт)
- Родыгин, Пётр Андреевич
- Сериков, Иван Павлович
- Фошин, Иван Николаевич
- Чепрасов, Михаил Дмитриевич

## Другие выпускники
- Виноградов, Анатолий Михайлович (1926—2008), фотожурналист, заслуженный работник культуры РСФСР и БАССР, выпускник 1948 года.
- Ерёмин, Николай Иосифович, геолог, член-корреспондент РАН, выпускник 1951 года.
- Жильников, Дмитрий Алексеевич (1929—2009), генерал-лейтенант, служил в ракетных войсках стратегического назначения, выпускник 1950 года.
- Ляхов, Лев Львович (1917 — 1943), геофизик, профессор МГРИ (выпуск 1942 года)
- Субботин, Семён Михайлович, генерал-лейтенант.